# 0 GAME
『0 GAME』（ラブ・ゲーム）は、日本のロックバンドであるSPYAIRの楽曲。同バンドの7枚目のシングルとして、2012年6月27日にSony Music Associated Recordsからリリースされた。

## 概要
前作『My World』から約3か月でリリースされたシングル。
表題曲「0 GAME」は映画『アメイジング・スパイダーマン』の日本版テーマソングである。ちなみにSPYAIRが、映画タイアップを担当するのは初である。
このシングルは初回生産限定盤、EP盤（通常盤）の2形態でリリースされた。このうち、初回生産限定盤にはDVDが付属されており、その中には「0 GAME」のミュージック・ビデオが収録されている。またEP盤は、初回生産限定盤には収録されていないカップリング3曲が収録されている。

## 収録曲

### EP盤（通常盤）
- 全作詞：MOMIKEN、全作曲：UZ、全編曲：SPYAIR

1. 0 GAME [4:03]
  - ソニー・ピクチャーズ エンタテインメント配給映画『アメイジング・スパイダーマン』日本版テーマソング

「ボロ負け」、「完敗」などの意味が込められたラウドロック。
楽曲自体が作られたのはリリースから3年前のことであり、録音も行われていた。しかし、スパイダーマンのタイアップが決まってから一部歌詞の変更を行った事で、不埒なラブソングが自分の運命に立ち向かう雰囲気に大きく変わったという[4]。
2. Rock'n Roll [3:35]
夏フェスに向けて制作された曲[4]。
歌詞はあまり意識して作られておらず、「とにかく今を楽しもうよ！」という意識だけで作られた。「0 GAME」を良い子と例えるなら、「Rock'n Roll」はヤンチャな子だという。
3. MOVIN' ON [3:01]
  - 「福岡カスタムカーショー2012」イメージソング

かつて配信限定シングルとして配信された曲が初のシングルカットされたもの。
「ここから始まるよ」というイメージで作られた、4曲の中では、一番SPYAIRらしい曲であるという[4]。
4. YOU 2 [2:50]
2ndアルバムを意識して作られた曲[4]。「すごくメロディがいい曲になったなあ」と、メンバーも自負している。

### 初回生産限定盤

#### CD
1. 0 GAME [4:01]

#### DVD
1. 0 GAME (Music Video)

## 収録アルバム
0 GAME
- 『Just Do It』（#3）
- 『BEST』（#9）

Rock'n Roll
- 『Just Do It』（#2）

MOVIN' ON
- 『Just Do It』（BONUS DISC #6）
- 『BEST』（BONUS DISC #6）

YOU 2
- 『Just Do It』（BONUS DISC #7）
- 『BEST』（BONUS DISC #5）